# Роки Форд
Роки Форд (на английски: Rocky Ford) е град в окръг Отеро, щата Колорадо, САЩ. Роки Форд е с население от 4286 жители (2000) и обща площ от 4,4 km². Намира се на 1274 m надморска височина. ЗИП кодът му е 81067, а телефонният му код е 719.